# Алоїзій Рейхан

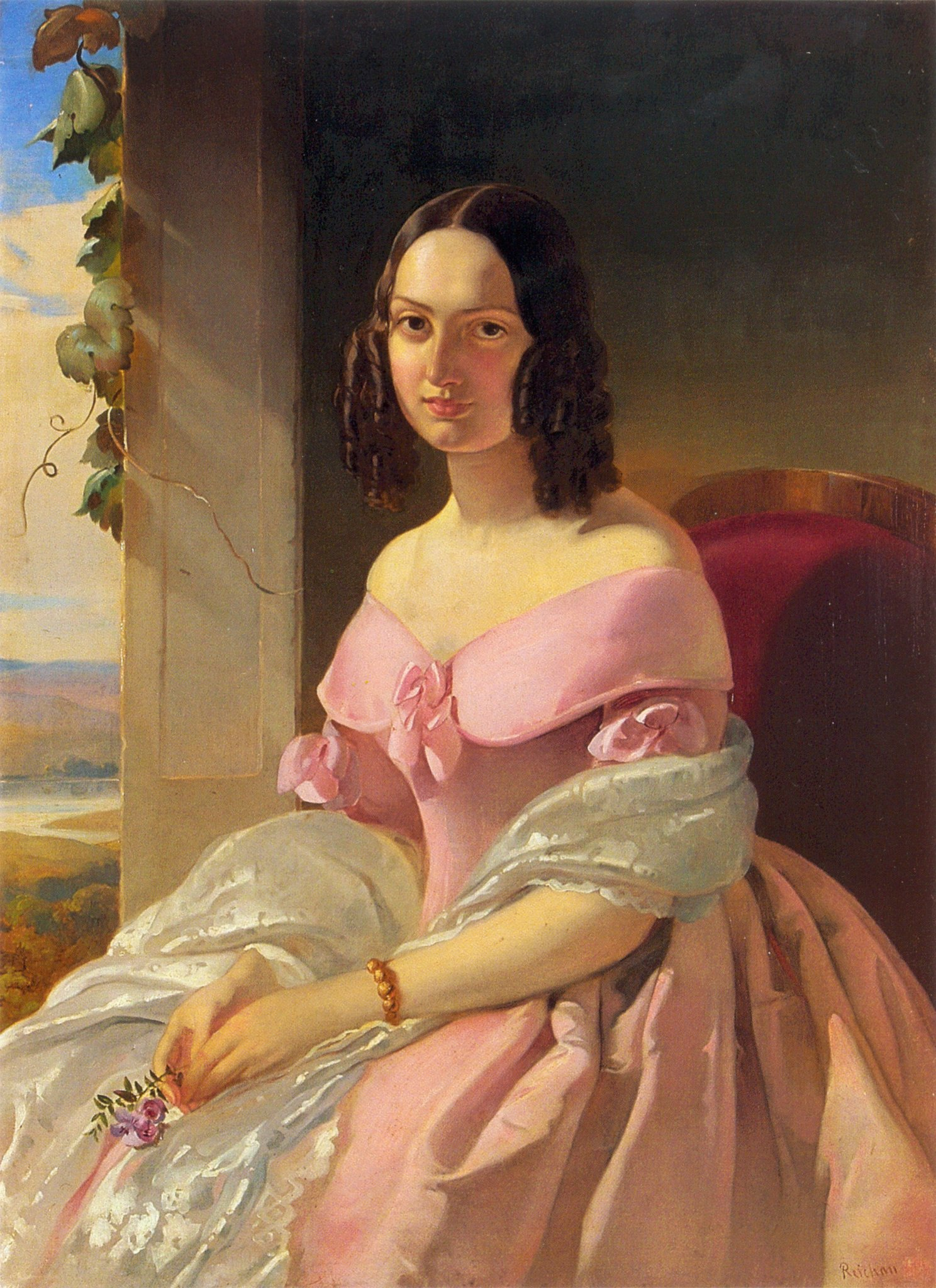
Алоїзій Рейхан. Портрет Гелени Мацель

Алоїзій Рейхан (пол. Alojzy Reichan або пол. Rejchan; 22 червня 1807, Львів — 6 листопада 1860, там само) — польський художник, портретист, літограф.

## Біографія
Народився в родині львівського художника Юзефа Рейхана. Перші уроки живопису отримав у батька. Пізніше навчався у Йосипа Клімеса у Львові.
У 1823—1828 роках навчався в Академії об'єднаних образотворчих мистецтв під керівництвом Ф. Петтера та Ф. Кауцінга.
Після короткого перебування у Львові, близько 1833 року художник здійснив дворічну поїздку для стажування до Італії, де вивчав і копіював твори старих майстрів і працював у жанрі портрета.
З метою вдосконалення майстерності живописця, у 1837—1838 роках мешкав у Парижі, де працював під керівництвом  Ораса Верне, тоді ж відвідав Німеччину та Нідерланди. Після закінчення навчання Алоїзій Рейхан придбав кам'яницю на вул. Краківській у Львові, де оселився й мешкав до самої смерті у 1860 році.
Помер 6 листопада 1860 року у Львові. Похований на Личаківському цвинтарі (поле № 51).

## Родина
Його син Станіслав теж був відомим польським художником, портретистом, ілюстратором.

## Творчість
Мав значний успіх як портретист.
Спершу створював картини в стилі бідермаєр, що носять риси Віденської школи. Пізніше у його творах відчувається вплив робіт француза Ораса Верне.
Алоїзій Рейхан також малював  мініатюри, жанрові сцени, займався літографією.
Популярного художника часто запрошували для створення картин на релігійну тематику або відновлення храмів. Так 1843 року живописець створив образи Ігнатія Лойоли і Франциска Ксаверія для двох бічних вівтарів єзуїтського храму святих Верховних Апостолів Петра і Павла у Львові. У 1852 році Алоїзій Рейхан відновив образ Діви Марії Сніжної в костел Матері Божої Сніжної Куткірського монастиря оо. Капуцинів. Велика колекція робіт Алоїзія Рейхана зберігається нині у Львівській галереї мистецтв, Національному музеї Вроцлава та у приватних колекціях.

## Відомі роботи
- Портрет Дениса Зубрицького, Львівський історичний музей.
- Біля криниці, близько 1847 року, Національний музей (Варшава).
- Портрет Гелени Мацель, Львівська галерея мистецтв.
- Портрет Леонарда Ходзького, близько 1847 року, Національний музей (Варшава).
- Портрет акторки Анелі Ашпергерової, Національний музей у Кракові.
- Святе сімейство, 1850 рік, Львівська національна галерея мистецтв імені Бориса Возницького.
- Портрет Гелени Мацель з Врошинерів, Львівська галерея мистецтв.